# كأس ألمانيا 1992–93
كأس ألمانيا 1992–93 (بالألمانية: DFB-Pokal 1992/93)‏ هو الموسم 50 من كأس ألمانيا. أشرف على تنظيمه اتحاد ألمانيا لكرة القدم، وكان عدد الأندية المشاركة فيه 83، وفاز فيه باير 04 ليفركوزن.